# ГЕС Oldån/Långså
ГЕС Oldån/Långså — гідроелектростанція у центральній частині Швеції, в провінції Ємтланд.
Дериваційна схема станції передбачає використання ресурсу із двох витоків річки Стурон, котра впадає зліва в одну з найважливіших шведських річок Індальсельвен одразу після виходу останньої з озера Стуршен (варто відзначити, що в Індальсельвен є і права притока під назвою Стурон, на якій працює ГЕС Салльшйо). Зазначена схема включає:
- три греблі на правому (західному) витоку Стурон річці Langåan, які утримують водосховища Burvattnet, Mjölkvattnet (висота греблі 18 метрів) та Övre Lill-mjölkvattnet. Два перші мають значний розмір та накопичують ресурс, а з третього починається дериваційний тунель, що прямує через лівобережний гірський масив до розташованого у 11 км машинного залу;
- дві греблі на лівому (східному) витоку Стурон річці Oldån, які підтримують рівень води в озерах  Korsvattnet та Ovre Oldsjön (висота греблі 20 метрів). В останнє через дериваційний тунель подається додатковий ресурс із розташованого далі на схід водосховища Fisklossjon (висота греблі 6 метрів), котре дренується природним шляхом через річку Fisklösån до Oldån нижче від Ovre Oldsjön.
За дві сотні метрів південніше від греблі Ovre Oldsjön розташована наземна трансформаторна підстанція ГЕС, тоді як машинний зал споруджений у підземному виконанні. Подача ресурсу по західному маршруту (ГЕС Långså) забезпечує роботу турбіни потужністю 54 МВт (напір приблизно 200 метрів, сьоме місце серед шведських ГЕС), тоді як східний маршрут (ГЕС Oldån) обслуговується турбіною потужністю 66 МВт (напір 261 метр, четверта позиція в країні). В той же час на сайті власника станції компанії Statkraft зазначена ефективна потужність комплексу на рівні 112 МВт. Встановлені тут турбіни типу Френсіс забезпечують середньорічне виробництво 321 млн кВт-год електроенергії.
Відпрацьована вода подається по відвідному тунелю до розташованого за 5 км озера Yttre Oldsjön (саме в ньому сходяться два витоки річки Стурон). Можливо також відзначити, що ГЕС Oldån/Långså становить верхній ступінь у каскаді на Стурон, перебуваючи вище від малої ГЕС Rönnöfors (3,9 МВт).
Станцію ввели в експлуатацію у 1974—1975 роках, хоча окремі елементи комплексу могли з'явитись раніше (наприклад, водосховище Mjölkvattnet спорудили у 1943-му).